# Ricardo Horacio Etchegoyen
Ricardo Horacio Etchegoyen (* 13. Januar 1919 in Buenos Aires; † 2. Juli 2016 ebenda) war ein argentinischer Psychoanalytiker.
Etchegoyen war stark von Melanie Klein und Heinrich Racker beeinflusst.
1991 war er Präsident der Internationalen Psychoanalytischen Vereinigung.
Sein bekanntestes Werk, Los fundamentos de la técnica psicoanalítica („Die Grundlagen der Psychoanalytischen Technik“) von 1986, wurde in mehrere Sprachen übersetzt.